# Guerre de Cléomène
Guerre de Cléomène
La guerre de Cléomène ou guerre cléoménique, nommée d'après Cléomène III, est menée entre 229 et 222 av. J.-C. par Sparte et son allié Élis contre la Ligue achéenne, rejointe ensuite par le royaume de Macédoine. La guerre se termine par une victoire achéenne et macédonienne et la fin de l'indépendance de Sparte.
Les premières années du conflit sont marquées par des succès de Sparte et de ses alliés, avec les batailles du mont Lykaion (227), de Ladocie (227), de Dymé (226). La situation difficile de la Ligue pousse ensuite le dirigeant achéen Aratos à se tourner vers le roi de Macédoine, Antigone III Doson. L'armée spartiate est finalement vaincue par les Macédoniens à la bataille de Sellasie en 222.

## Origines du conflit
Cléomène III monta sur le trône de Sparte en 235 av. J.-C., après avoir déposé son père, Léonidas II. Son ascension au pouvoir mit un terme à la décennie de conflits entre les deux familles royales. L'ancienne double monarchie de Sparte s'expliquait par le mythe fondateur de la ville, selon lequel les conquérants originels de Sparte étaient des frères jumeaux dont les descendants se partagèrent Sparte. Lors des troubles, Léonidas II avait fait exécuter son rival, le roi réformiste Agis IV.
En 229, Cléomène conquit les importantes cités de Tégée, Mantinée, de Kaphies et d'Orchomène en Arcadie, qui s'étaient entretemps alliées avec la Ligue étolienne, une puissante confédération de cités-États de la Grèce centrale. L'historien Sir William Smith a argué, d'après Polybe, que Cléomène s'était emparé des cités par la traitrise ; cependant Richard Talbert, qui traduisit le récit de Plutarque sur la version de Sparte, ainsi que N.G.L. Hammond ont pu dire que l'occupation de ces cités par Cléomène s'est faite à la requête de ces dernières. Plus tard cette année-là, les éphores envoyèrent Cléomène à la conquête du fort d'Athénaion, près de Belbina. Belbina était l'un des points d'accès à la Laconie et un point de contestation entre Sparte et Mégalopolis. Pendant ce temps, la Ligue Achéenne appela la réunion de son assemblée et déclara la guerre à Sparte. Cléomène revint alors pour fortifier sa position.
Aratos de Sicyone, le stratège de la Ligue achéenne, chercha à reprendre Tégée et Orchomène lors d'une attaque nocturne. Les efforts à l'intérieur de la cité échouèrent cependant et Aratos battit discrètement en retraite, espérant rester inaperçu. Cléomène découvrit néanmoins son plan et envoya un message à Aratos pour lui demander le but de son expédition. Aratos répondit qu'il était venu empêcher Cléomène de fortifier Belbina. À cela, Cléomène répondit : « Si cela ne vous dérange pas, répondez-moi et dites-moi pourquoi vous avez amené avec vous ces torches et ces échelles ».

## Premières années du conflit et succès de Sparte
Après la fortification de Belbina, Cléomène avança sur l'Arcadie avec une infanterie forte de 3 000 hommes, en plus de quelques troupes montées. Il fut cependant rappelé par les éphores et cette retraite permit à Aratos de prendre Kaphies aussitôt Cléomène rentré en Laconie. Quand la nouvelle atteignit Sparte, les éphores envoyèrent de nouveau Cléomène, qui parvint à capturer la cité mégalopienne de Méthydium avant de ravager les territoires périphériques d'Argos.
Vers cette époque, la Ligue Achéenne envoya une armée sous le commandement d'un nouveau stratège — Aristomaque d'Argos, élu en 228 av. J.-C. — pour rencontrer Cléomène sur le champ de bataille,,. L'armée des Achéens, forte de 20 000 soldats d'infanterie et d'un millier de cavaliers, avança sur l'armée spartiate de 5 000 hommes à Pallantion. Aratos, qui avait accompagné Aristomaque, lui conseilla de battre en retraite car même 20 000 Achéens ne faisaient pas le poids contre 5 000 Spartiates,. Aristomaque, suivant le conseil d'Aratos, se retira avec l'armée achéenne.
Pendant ce temps, Ptolémée III, allié à la Ligue achéenne lors des guerres contre la Macédoine, transféra son soutien financier à Sparte. Ptolémée prit la décision après avoir calculé qu'une résurgence de Sparte en ferait une alliée plus utile contre la Macédoine que la Ligue Achéenne sur le déclin,,.
En mai 227, Aratos fut de nouveau élu stratège et attaqua Élis. Les Éliens demandèrent le secours de Sparte ; alors que les Achéens revenaient d'Elis, Cléomène les attaqua et mit en déroute l'armée entière près du mont Lykaion. Tirant parti d'une rumeur selon laquelle il avait trouvé la mort pendant le combat, Aratos attaqua et conquit Mantinée. Au même moment, le roi eurypontide Eudamidas III, fils d'Agis IV, mourut. Pausanias prétendit que Cléomène l'avait fait empoisonner[réf. nécessaire]. Afin de fortifier sa position contre les éphores, opposés à sa politique expansionniste, Cléomène rappela son oncle Archidamos V de son exil à Messénie, pour qu'il montât sur le trône Eurypontide. Mais aussitôt Archidamos revenu dans la cité, il fut assassiné. Le rôle qu'a pu jouer Cléomène dans le complot est incertain, puisque les sources antiques se contredisent : Polybe affirmait que Cléomène avait ordonné le meurtre, Plutarque n'était pas d'accord.

## Bataille de Ladocie et réformes de Cléomène

Le Péloponnèse au début de la guerre de Cléomène.

Durant l'année 227 av. J.-C., Cléomène soudoya les éphores pour avoir leur soutien dans la continuité de sa campagne contre les Achéens. Arrivé à ses fins, Cléomène avança sur le territoire de Mégalopolis et captura le village de Leuctres. En réponse, l'armée achéenne arriva, libéra la cité et infligea une défaite mineure à l'armée spartiate dont le campement était le plus proche des murs. Cléomène fut ainsi forcé de se retirer avec ses troupes au travers d'une succession de ravins. Aratos ordonna aux Achéens de ne pas poursuivre les Spartiates dans le ravin, mais Lydiadas de Mégalopolis désobéit à ses ordres et chargea avec sa cavalerie à la poursuite des Spartiates. Bénéficiant du terrain difficile et de la cavalerie dispersée, Cléomène envoya ses soldats Crétois et Tarentins contre Lydiadas. Ils mirent la cavalerie en déroute et Lydiadas trouva la mort à l'été 327. Les Spartiates, encouragés par ces évènements, lancèrent une charge contre le gros des forces achéennes et vainquirent l'armée entière à Ladocie (ou Ladokeia). Les Achéens furent si outrés et démoralisés par l'incapacité d'Aratos à soutenir Lydiadas qu'ils n'entreprirent plus d'attaque cette année-là.
Cléomène, dès lors confiant en la force de sa position, commença à comploter contre les éphores. Il recruta d'abord son beau-père, le persuadant du besoin de se débarrasser des éphores. Cléomène argua qu'ils pourraient alors transférer la propriété des biens des éphores à l'ensemble de la citoyenneté et œuvrer à l'établissement d'une suprématie spartiate en Grèce. Une fois son beau-père convaincu, Cléomène commença à préparer sa révolution. Il employa les hommes qu'il considérait les plus à même de s'opposer à lui (probablement pour se débarrasser subtilement d'eux), il captura Héraea et Asea. Il apporta également de la nourriture aux citoyens d'Orchomène — que les Achéens assiégeaient — avant d'établir son camp près de Mantinée. Cette campagne épuisa ses adversaires, qui demandèrent à rester en Arcadie pour se reposer. Cléomène avança ensuite sur Sparte avec ses mercenaires et envoya quelques loyaux fidèles pour disposer des éphores. Quatre des cinq éphores furent tués, le seul survivant fut Agylaos, qui parvint à s'enfuir et trouver refuge dans un temple.
Une fois les éphores vaincus, Cléomène introduisit ses réformes. D’abord, il transféra ses territoires à l'État ; il fut rapidement imité par son beau-père et ses amis, puis par le reste des citoyens. Il divisa tout le territoire de Sparte en lots égaux et en distribua à chaque citoyen. Il augmenta la population de citoyens en accordant la citoyenneté aux Périèques, qui constituaient une classe moyenne spartiate sans pour autant bénéficier de la citoyenneté. Augmenter le nombre de citoyens signifiait la possibilité de lever une armée plus grande : Cléomène entraîna 4 000 hoplites et restaura l'ancienne discipline sociale et militaire spartiate. Il renforça également son armée en introduisant la sarisse macédonienne. Cléomène acheva ses réformes en plaçant comme co-roi, son frère Euclydas, faisant de lui le premier Agiade sur le trône dédié aux Eurypontides.

## Domination spartiate sur le Péloponnèse
Ptolémée III accorda son assistance continuelle à Cléomène III, à la condition que le roi de Sparte lui offrît sa mère et ses enfants en otages. Cléomène hésita mais sa mère, après avoir pris connaissance des termes de Ptolémée, se rendit volontairement en Égypte. En 226 av. J.-C., les citoyens de Mantinée demandèrent à Cléomène d'expulser les Achéens de la cité. Une nuit, il s'introduit subrepticement avec ses troupes dans la citadelle et détruisit la garnison achéenne avant de marcher sur Tégée, toute proche. De Tégée, les Spartiates avancèrent vers l'Achaïe, où Cléomène espérait forcer la Ligue à lui faire face au cours d'une bataille rangée. Cléomène avança jusqu'à Dymé avec son armée, où il rencontra la totalité de l'armée achéenne. Lors de la bataille, livré à l'automne 226 les Spartiates mirent en déroute la phalange achéenne, tuant et capturant de nombreux Achéens. À la suite de cette victoire, Cléomène conquit la cité de Lasium et la présenta aux Éliens. 
Les Achéens furent démoralisés par cette bataille ; Aratos refusa le titre de général, et quand Athènes et la Ligue étolienne refusèrent toutes deux leur appel, ils cherchèrent la paix avec Cléomène. Initialement, Cléomène n'avança que des requêtes mineures, mais au fur et à mesure des négociations, ses demandes s'amplifièrent et il finit par insister pour que le commandement de la Ligue lui fut dévolu. En échange, il s'engageait à libérer les prisonniers achéens et les places fortes qu'il avait conquises. Les Achéens invitèrent Cléomène à Lerna, où ils se tenaient en conseil. En chemin, Cléomène but trop d'eau, ce qui lui causa de perdre sa voix et de tousser du sang, une situation qui le força à retourner à Sparte. Aratos tira profit de cet incident et se mit à comploter contre Cléomène avec Antigone III Doson. Précédemment, en 227, deux ambassadeurs de Mégalopolis avaient été envoyés en Macédoine pour requérir de l'aide. Antigone avait alors montré peu d'intérêt et les efforts avaient échoué. L'espoir d'Aratos était que le roi macédonien vienne dans le Péloponnèse pour terrasser Léomène, mais Antigone exigea le contrôle de l'Acrocorinthe en retour. Il s'agissait d'un sacrifice que la Ligue n'était pas prête à offrir cependant et cette dernière renonça à l'aide macédonienne.
Quand les Achéens parvinrent à Argos pour l'assemblée, Cléomène descendit de Tégée pour les rencontrer. Cependant, Aratos, qui était parvenu à un accord avec Antigone, exigea que Cléomène offrit 300 otages aux Achéens et rentra seul dans la cité, ou approcha de la cité avec toutes ses forces. Quand ce message parvint à Cléomène, il déclara qu'il avait été une fois de plus lésé et déclara la guerre aux Achéens. L'Achaïe connut dès lors une période de troubles. Certaines cités, dont les citoyens en voulaient à Aratos pour sa décision d'inviter les Macédoniens dans le Péloponnèse, étaient proches de la révolte. Certains espéraient que Cléomène apporte des changements constitutionnels à leurs cités. Encouragé par ce développement, Cléomène envahit l'Achaïe et conquit les cités de Pellene, Pheneus et Penteleium, scindant de fait la Ligue Achéenne en deux. Les Achéens, inquiets au sujet d'une trahison fomentée à Corinthe et Sicyone, envoyèrent leurs mercenaires pour servir de garnison aux cités, puis partirent pour Argos afin de célébrer les Jeux néméens.
Cléomène estima qu'Argos serait plus facile à conquérir avec une foule de spectateurs et participants au festival pour créer une panique. Pendant la nuit, il s'empara de la zone dominant le théâtre de la cité. Les habitants étaient trop terrifiés pour résister. Ils acceptèrent une garnison, offrirent vingt otages à Cléomène et devinrent des alliés de Sparte. La capture d'Argos à l'été 325 eut un énorme effet pour la réputation de Cléomène, puisqu'aucun roi de Sparte n'était jamais parvenu à s'emparer d'Argos jusque-là. Même Pyrrhus d'Épire, un des généraux les plus fameux de l'époque hellénistique, avait trouvé la mort en essayant de prendre la cité.
Peu après la prise d'Argos, Kleonai et Phlionte, deux cités d'Argolide, se rendirent à Cléomène. Pendant ce temps, Aratos était à Corinthe, enquêtant sur la piste de ceux suspectés de soutenir Sparte. Quand il apprit ce qui était arrivé à Argos, Aratus s'attendit à voir la ville tomber devant Sparte. Il réunit une assemblée, et en présence de tous les citoyens, il prit son cheval et fuit pour Sicyone. Les Corinthiens finirent par se soumettre à Cléomène, mais n'échappèrent pas à la critique de Cléomène, qui leur reprochait d'avoir laissé s'enfuir Aratos. Cléomène envoya son beau-père Megistonous à Aratos, requérant la reddition de l'Acrocorinthe — la citadelle de Corinthe disposant d'une garnison achéenne — en échange pour une grosse somme d'argent.
Rapidement, les cités de Hermione, Trézène et Épidaure se rendirent à Cléomène, qui quitta Argos pour Corinthe et assiégea la citadelle. Il envoya un messager à Aratos proposant de former une garnison jointe entre Achéens et Spartiates pour l'Acrocorinthe et de payer une pension de douze talents. Aratos se vit confronté au choix difficile de donner la cité à Antigone ou de la laisser tomber aux mains de Cléomène. Il choisit de conclure une alliance avec Antigone et envoya son fils comme otage en Macédoine. Cléomène envahit le territoire de Sicyone et instaura un blocus de la cité, de laquelle Aratos ne parvint à s'échapper que trois mois plus tard afin d'assister au Conseil achéen à Aigion.

## Intervention macédonienne et restauration de la Ligue hellénique

L'isthme de Corinthe et les cités environnantes.

À l'appel de la Ligue achéenne, Antigone, accompagné d'une large force d'infanterie de 20 000 hommes, en plus de 1 300 cavaliers, traversa en 224 av. J.-C. l'île d'Eubée en direction du Péloponnèse. La Ligue étolienne, hostile et occupant divers territoires de Thessalie, avait menacé de s'opposer à lui si jamais il dépassait Thermopyle au sud et ce, malgré leur neutralité dans cette guerre à ce moment. Aratos rencontra Antigone à Pégai et fit pression sur ce dernier pour qu'il accordât Mégare à la Béotie. Quand Cléomène eut vent de l'avancée macédonienne à travers Eubée, il abandonna le siège de Sicyone et construisit une tranchée et une palissade de l'Acrocorinthe à l'isthme. Il choisit ce lieu pour éviter d'avoir à affronter frontalement la phalange macédonienne.
Malgré de nombreuses tentatives pour percer la ligne défensive et atteindre Léchaion, les forces d'Antigone échouèrent et subirent des pertes considérables. Ces défaites furent telles qu'Antigone considéra l'abandon de l'attaque de la palissade et le déplacement de son armée à Sicyone. Cependant, Aratos reçut la visite, une nuit, de quelques amis Argoliens qui avaient invité Antigone dans leur cité. Les Argoliens étaient prêts à se révolter sous le commandement d'Aristotèle, car ils en voulaient à Cléomène de n'avoir opéré aucune réforme dans leur cité. Antigone envoya 1 500 hommes sous le commandement d'Aratos par la mer jusqu'à Épidaure et qui, de là, marchèrent sur Argos. Au même moment, Timoxenos, le stratège achéen de l'année, s'avança avec plus d'hommes de Sicyone. Quand les renforts achéens arrivèrent, la cité entière, mise à part la citadelle, était aux mains des Argoliens.
Quand Cléomène III fut informé de la révolte d'Argos, il envoya son beau-père et 2 000 hommes pour tenter de sauver la situation. Toutefois, Mégistonous trouva la mort dans l'assaut de la cité et la force de soutien se retira, laissant les Spartiates à leur défense de la citadelle. Cléomène abandonna sa position de force sur l'Isthme pour peur de se faire encercler et laissa Corinthe tomber aux mains d'Antigone Doson. Cléomène mena ses troupes sur Argos et força l'entrée de la ville, secourant ses hommes dans la citadelle. Il se retira à Mantinée quand il aperçut l'armée d'Antigone sur la plaine à l'extérieur de la ville. Après sa retraite en Arcadie et ayant reçu la nouvelle de la mort de sa femme, Cléomène rentra à Sparte. Antigone fut alors libre d'avancer sur l'Arcadie et les cités que Cléomène avait fortifiées, y compris le fort d'Athénaion qu'il donna à Mégalopolis. Il continua jusqu'à Aigion, où les Achéens tenaient conseil. Il donna un rapport sur ses opérations et fut désigné commandant en chef de toutes les forces alliées.
Antigone saisit l'occasion pour ressusciter durant l'hiver 224-223 la Ligue hellénique (ou Ligue de Corinthe) fondée par Philippe II. De nombreux États (cités ou fédérations) grecs participèrent à cette ligue placée sous hégémonie macédonienne. Parmi ceux-ci, on compte : l'Achaïe, la Béotie, la Thessalie, la Phocide, la Locride, l'Acarnanie, Eubée et l'Epire.
Au début du printemps 223, Antigone s'avança sur Tégée. Il fut rejoint par les Achéens et ensemble ils assiégèrent la ville. Les Tégéens résistèrent pendant quelques jours avant d'être contraints de se rendre face aux engins de siège macédoniens. Après la prise de Tégée, Antigone partit pour la Laconie, où il trouva l'armée de Cléomène qui l'attendait. Quand ses éclaireurs rapportèrent la nouvelle que la garnison d'Orchomène marchait pour rejoindre Cléomène, cependant, Antigone leva le camp et ordonna une marche forcée. La ville fut prise par surprise et forcée à la reddition. Antigone poursuivit en prenant Mantinée, Héraia et Thelpousa, ce qui confina Cléomène à la Laconie. Antigone repartit ensuite à Aigion, où il offrit un autre rapport sur ses opérations avant de laisser ses troupes macédoniennes repartir au pays pour l'hiver.
Sachant que Cléomène bénéficiait de l'argent de Ptolémée III pour financer ses mercenaires, Antigone pourrait lui avoir cédé des territoires en Asie Mineure, en contrepartie de l'arrêt du soutien financier à Sparte. Que cette hypothèse soit validée ou non, Ptolémée finit effectivement par retirer son soutien, ce qui laissa Cléomène dans l'incapacité de payer ses mercenaires. Désespéré, Cléomène libéra tout hilote en mesure de payer cinq mines attiques. De cette manière, il parvint à réunir 500 talents d'argent. Il arma également 2 000 anciens hilotes dans le style de la phalange macédonienne pour contrecarrer les hypaspistes, la force d'élite macédonienne, avant de planifier une opération majeure.

## Chute de Mégalopolis
Cléomène III remarqua qu'après avoir démantelé son armée pour l'hiver, Antigone III Doson se déplaçait en la seule compagnie de ses mercenaires. Antigone se trouvait alors à Aigion, à trois jours de marche de Mégalopolis. La plupart des Achéens en âge de combattre avaient trouvé la mort aux batailles du mont Lykaion et de Ladocie. Cléomène ordonna à son armée de prévoir cinq jours de ration et envoya ses troupes vers Sellasie, afin de créer l'illusion qu'il s'apprêtait à piller le territoire d'Argos. De là, il entra sur le territoire de Mégalopolis. Pendant la nuit, il ordonna à un de ses amis, Panteos, de capturer la section la plus vulnérable des remparts, pour que lui et son armée suivent ensuite. Panteos parvint à capturer cette section des murs et à tuer les gardes. Cela permit à Cléomène et au reste de l'armée de Sparte d'entrée dans la ville.
Quand l'aube survint, les habitants de Mégalopolis réalisèrent que les Spartiates avaient pris la cité ; certains fuirent, d'autres restèrent et résistèrent aux envahisseurs. Les forces de Cléomène, supérieures numériquement, forcèrent les défenseurs à la retraite, mais les actions de leur arrière-garde permirent à la majorité de la population de s'enfuir, seulement un millier furent capturés. Cléomène envoya un message à Messène, où les exilés s'étaient réfugiés. Il leur offrit de leur rendre leur cité, en échange d'une alliance. Les habitants de Mégalopolis refusèrent. En contrepartie, les Spartiates pillèrent la ville et la brûlèrent. On peut estimer que Cléomène parvint à récupérer 300 talents du sac de la Mégalopolis.

## Bataille de Sellasie
La destruction complète de Mégalopolis en 223 av. J.-C. choqua les Achéens. Cléomène III et son armée partirent piller le territoire Argos, sachant qu'Antigone III Doson ne pourrait lui résister en raison de son infériorité numérique. Cléomène espérait aussi que ses pillages saperaient la confiance des Argoliens en Antigone, compte tenu de son échec à protéger leurs territoires.
Pendant l'été 222, Antigone rappela ses troupes de Macédoine, qui arrivèrent en même temps que d'autres forces alliées. Selon Polybe, l'armée macédonienne comportait 10 000 soldats d'infanterie, la plupart en organisés en phalanges, 3 000 peltastes (dont des Agrianes), 1 200 cavaliers, 3 000 mercenaires, 8 600 alliés grecs et 3 000 soldats d'infanterie achéens, pour un total de 29 200 hommes. Cléomène avait fortifié tous les accès en Laconie avec des barricades et des tranchées avant de partir avec son armée de 20 000 soldats pour la passe de Sellasie, sur la frontière septentrionale de la Laconie. Deux collines, l'Évas et l'Olympos, dominent la passe de Sellasie. Cléomène plaça son frère, Eucleidas, avec ses troupes alliées et les périèques sur l'Évas ; lui-même se plaça sur l'Olympos avec 6 000 hoplites spartiates et 5 000 mercenaires.
Quand Antigone atteignit Sellasie avec son armée, il la trouva bien gardée et choisit de ne pas la prendre d'assaut. À la place, il établit son camp près de Sellasie et attendit plusieurs jours. Pendant ce temps, il envoya des éclaireurs en reconnaissance du terrain et pour feindre des attaques contre la position de Cléomène. Incapable de forcer Cléomène à l'action, Antigone décida de risquer la bataille frontale. Il positionna une partie de son infanterie macédonienne et ses Illyriens face à la colline de l'Évas en une phalange articulée. Les Epiriens, les Acarnaniens et les 2 000 soldats d'infanterie achéenne étaient derrière eux en soutien. La cavalerie prit position à l'opposé de celle de Cléomène, avec 1 000 soldats Achéens et Mégalopolitains en réserve. Avec le reste de son infanterie macédonienne et de ses mercenaires, Antigone prit sa position face à celle de Cléomène.
La bataille débuta quand les troupes illyriennes sur le flanc droit des Macédoniens attaquèrent la force spartiate sur l'Évas. L'infanterie légère spartiate et la cavalerie, remarquant que l'infanterie achéenne n'était pas protégée sur l'arrière, lança un assaut sur l'arrière du flanc droit des forces macédoniennes et faillirent les mettre en déroute. Cependant, à ce moment critique, Philopoimen (qui devint ensuite l'un des plus grands héros de la Ligue achéenne et qui finit par conquérir Sparte), essaya de prévenir les commandants de la cavalerie du danger. Quand ils ne réagirent pas à son alerte, Philopoimon prit avec lui quelques cavaliers et chargea la cavalerie spartiate. Les Spartiates attaquant l'arrière se désengagèrent de leur assaut, ce qui encouragea les Macédoniens à charger les positions de Sparte. Le flanc gauche de l'armée de Sparte fut alors contraint de reculer de sa position, et leur commandant, Eucleidas trouva la mort.
Pendant ce temps, la phalange macédonienne du flanc gauche avait engagé la phalange spartiate et les mercenaires. Durant l'assaut initial, la phalange macédonienne recula considérablement avant que sa force ne repousse la phalange spartiate. Les Spartiates, dominés par les rangs plus nombreux de la phalange macédonienne, furent mis en déroute, mais Cléomène parvint à s'enfuir avec un petit groupe d'hommes. La bataille fut très coûteuse pour Sparte : sur 6 000 combattants spartiates, seuls 200 survécurent.

## Conséquences

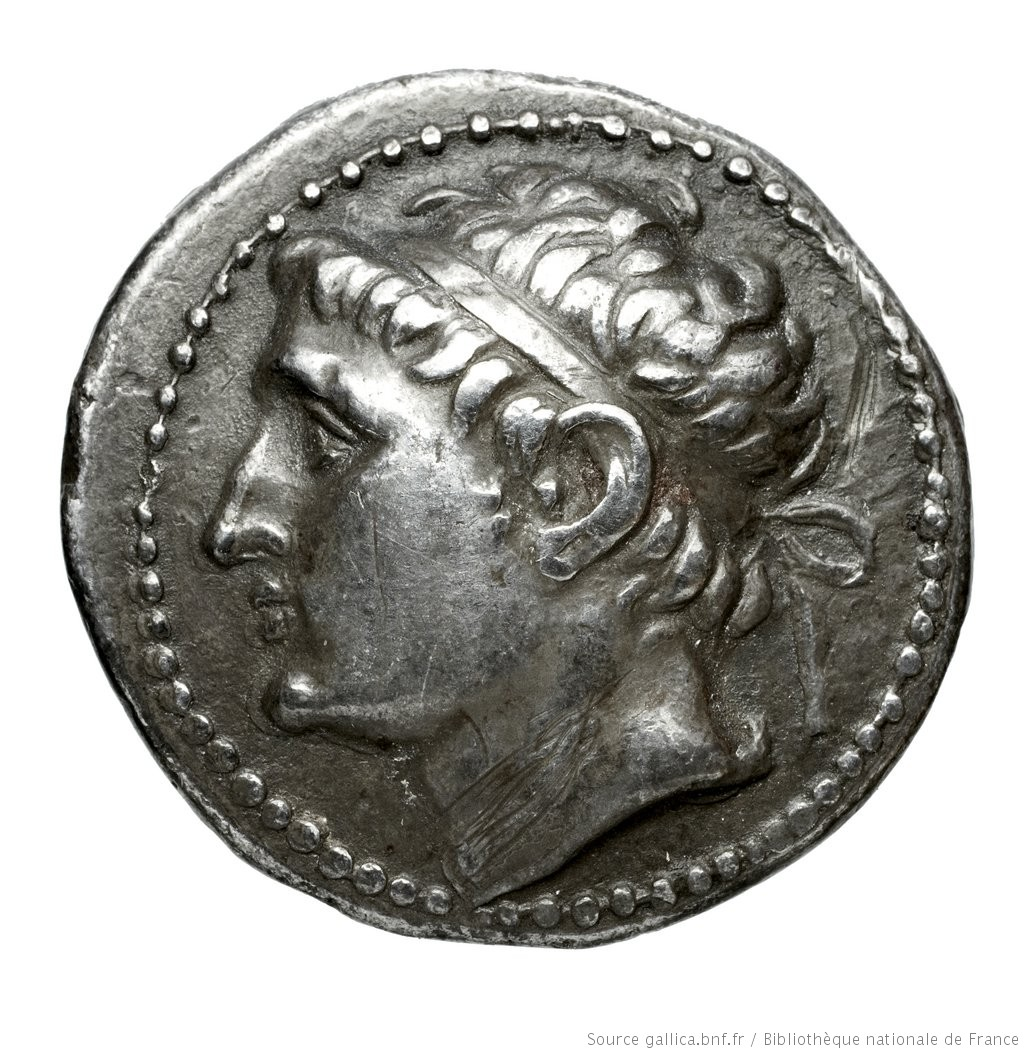
Tétradrachme d'argent à l'effigie de Cléomène III.

À la suite de sa défaite à Sellasie, Cléomène III revint brièvement à Sparte et intima aux citoyens d'accepter les termes d'Antigone III Doson. Sous couvert de l'obscurité, il s'enfuit de Sparte avec quelques amis et rejoignit la cité portuaire de Gythio, où il embarqua sur un navire en partance pour l'Égypte en juillet 222 av. J.-C..
Antigone entra à Sparte, son premier conquérant étranger. Néanmoins, il traita généreusement et humainement la population. Il ordonna la révocation des réformes de Cléomène et restaura les éphores, mais ne força pas Sparte à rejoindre la Ligue hellénique. Antigone ne restaura pas la royauté traditionnelle, voulant sans doute empêcher que la royauté ne devienne encore la source d'une pouvoir « tyrannique ». Sparte reçut par ailleurs un épistate et se vit contrôler par un garnison macédonienne, faisant d'elle une cité sujette. La défaite de Cléomène fit que la tentative d'hégémonie sur le Péloponnèse de Sparte s'effondra ; la cité tomba par la suite entre les mains de tyrans successifs.
Antigone quitta Sparte trois jours plus tard afin de repartir en Macédoine pour contrer une invasion des tribus dardaniennes. Il laissa une garnison à l'Acrocorinthe et à Orchomène.
À son arrivée à Alexandrie, Cléomène fut accueilli par Ptolémée III. Au départ, Celui-ci était méfiant envers Cléomène, mais en vint à le respecter et à lui promettre de le renvoyer en Grèce à la tête d'une flotte et d'une armée. Il lui promit aussi de lui fournir un revenu annuel de vingt-quatre talents. Cependant, avant de pouvoir tenir sa promesse, Ptolémée mourut. Avec son décès et l'ascension au trône du jeune Ptolémée IV, Cléomène perdit tout espoir de repartir en Grèce. Ptolémée IV commença par traiter Cléomène négligemment et bientôt son ministre en chef, Sosibios, le mit sous résidence surveillée après qu'il eut été faussement accusé de comploté contre le roi d'Égypte. En 219, Cléomène et ses amis s'échappèrent dans les rues d'Alexandrie, essayant de lever une révolte contre Ptolémée IV. Quand cela se solda par un échec, Cléomène et tous ses amis se suicidèrent.